# 汉斯-约尔格·布利泽纳
汉斯-约尔格·布利泽纳（德語：Hans-Jörg Bliesener，1966年4月6日—），德国男子皮划艇运动员。他曾代表东德参加1988年夏季奥林匹克运动会皮划艇比赛，获得男子四人皮艇1000米铜牌。